# Vjazemskij
Vjazemskij (russisk: Вя́земский) er en by i Khabarovsk kraj i det sydøstlige Rusland. Den ligger omkring 100 km sydvest for Khabarovsk, ved floden Ussuri og grænser mod Kina. Byen har et indbyggertal på 15.760 (folketælling 2002), 18.426 (folketælling 1989)
Vjazemskij blev grundlagt i 1894 som en bosættelse ved jernbanestationen Vjazemskaja (russisk: Вя́земская). Den fik status som bymæssig bebyggelse i 1938, og bystatus i 1951.